# Márcio França
Márcio Luiz França Gomes (São Vicente, 23 de junio de 1963) es un abogado y político brasileño, miembro del Partido Socialista Brasileño (PSB), exgobernador y vicegobernador del estado de São Paulo, elegido con Geraldo Alckmin en 2014. França asumió el cargo de gobernador el 6 de abril de 2018 después de que Alckmin renunció a postularse para presidente de Brasil en las elecciones de 2018. França también fue candidato a gobernador de São Paulo en 2018.

## Biografía

### Primeros años
En 1982, ingresó en la Facultad de Derecho de la Universidad Católica de Santos, graduándose en 1986. Allí, fue elegido presidente del directorio académico de la universidad, el Centro Académico Alexandre Gusmão. Tiene posgrados en derecho administrativo y constitucional.
Entre 1983 y 1992, trabajó como oficial de justicia en São Vicente. También ejerció la abogacía.

### Carrera política
En 1988, se afilió al Partido Socialista Brasileño (PSB). En aquel año, fue elegido concejal de São Vicente con 472 votos, siendo reelegido en 1992 con 1082 votos. En 1996, fue elegido alcalde de la ciudad con el 44,3 % de los votos válidos. En 2000, fue reelegido con el 93,1 % de los votos.
En 2006 fue elegido diputado federal con 215 mil votos (1,04 %), siendo el noveno candidato más votado del estado y el segundo del PSB en todo el país, detrás de Ciro Gomes. En la Cámara de Diputados de Brasil, fue elegido como líder del PSB y de un interbloque formado por diputados afiliados a PCdoB, PDT, PAN, PMN y PHS, además del PSB. También formó parte del consejo político del presidente Luiz Inácio Lula da Silva, que reunía a dirigentes de partidos aliados. En 2010, fue reelegido diputado federal con 172 mil votos (0,78 %).
En 2011, asumió al frente de la secretaría de Deporte, Ocio y Turismo en el gobierno estatal de Geraldo Alckmin. Como el primer secretario de la cartera, implantó programas turísticos de acceso a la población, como el Roda SP, que ofrecía itinerarios culturales e históricos en la Baixada Santista.
Para las elecciones estatales de 2014, Alckmin eligió a Francia como el candidato a vicegobernador en su fórmula. Con la victoria, junto con sus atribuciones como vicegobernador, Francia también fue designado secretario de Desarrollo Económico. En este cargo, dio inicio a la expansión de la Universidad Virtual del Estado de São Paulo (Univesp), cuyo número de alumnos subió de 3.000 a 55 mil, ofreciendo cursos gratuitos para 290 ciudades. También creó el Mercado SP para los productos rurales paulistas, además de incrementar los parques tecnológicos.
El 6 de abril de 2018, Alckmin renunció al cargo de gobernador para concurrir a las elecciones presidenciales, asumiendo Francia como gobernador de São Pablo.
En agosto de 2018, el PSB oficializó su nombre para la reelección al cargo, con la coronel de la policía militar Eliane Nikoluk como candidata a vicegobernadora. En la primera vuelta, quedó en segundo lugar con 4,3 millones de votos, lo que corresponde al 21,53 % de los votos válidos, disputando la segunda vuelta contra João Doria, del PSDB. Para la segunda vuelta, recibió el apoyo de representantes de diversas ideologías, desde el Movimiento de los Trabajadores Rurales Sin Tierra al empresario Paulo Skaf y Major Olímpio, senador electo simpatizante de Jair Bolsonaro. Francia fue derrotado por Doria, recibiendo 10,2 millones de votos (48,25 %).